# 大蛇站
大蛇站（日语：／ Ōja eki */?）是東日本旅客鐵道（JR東日本）八戶線沿線的鐵路車站，位於青森縣三戶郡階上町大字道佛字大蛇。

## 車站結構
側式月台1面1線的地面車站。八戶站管理的無人站。

## 車站周邊
小村落。赤保内的日本七叶树是县自然保护植物。

## 历史
- 1956年（昭和31年）12月10日－本站開業。
- 1987年（昭和62年）4月1日－國鐵分割民營化，本站由JR東日本接手管理。

## 相鄰車站
東日本旅客鐵道
■八戶線
金濱－大蛇－階上

## 外部連結
- JR東日本－大蛇站 （页面存档备份，存于）（日語）